# 466
Cette page concerne l'année 466  du calendrier julien. Pour l'année 466 av. J.-C., voir 466 av. J.-C. Pour le nombre 466, voir 466 (nombre).
L'année 466 est une année commune qui commence un samedi.

## Événements
- 28 février : loi de l'empereur Léon Ier sur le droit d'asile dans les églises[1].
- Août : début du règne d'Euric, roi des Wisigoths (fin en 484), après avoir assassiné son frère Théodoric II à Toulouse[2]. Il rompt le foedus avec Rome.

- Début du règne de Xianwendi (en), de son nom personnel Tuoba Hong (T'o-pa Hong), roi de la dynastie des Wei du Nord (fin en 471)[3].

- Les Huns de Dengitzic et d’Ernac ont renforcé leur pouvoir dans la région pontique et au-dessus du bas Danube. Ils envoient une ambassade à l’empereur d’Orient Léon Ier pour réparer les fautes du passé, faire un traité de paix et établir un marché sur le bas Danube. L’empereur refuse d’autoriser le commerce avec les Huns. La réponse divise les frères. Dengitzic veut répondre à l’affront par la guerre. Ernac s’y oppose, parce qu’à l’est, dans son pays, une guerre est en train d’éclater. Dengitzic traverse le Danube gelé durant l’hiver 466-467 et entre en Dacie ripuaire. Il exige de Léon Ier des terres et un tribut. Après une période de négociations, Dengitzic décide d’attaquer l’Empire avec Hormidac. Une partie de son armée est battue à Sardica par le général Anthémius[4].

- Le futur empereur Zénon est nommé par l’empereur Léon Ier Magister militum en Thrace. Il repousse les Huns, dirigés par l’un des fils d’Attila, Dengitzic. Plus tard, Zénon épouse la fille de l'empereur Aelia Ariadnè[5].
- Une expédition contre les Vandales est ajournée à cause des vents contraires[1].

## Naissances en 466
- Clovis Ier.

## Décès en 466
- Théodoric II, roi des Wisigoths.
- Théodoret de Cyr, évêque (né à Antioche vers 393).